# 헤르베르트 4세 (베르망두아)
베르망두아의 헤르베르트 4세(Herbert IV of Vermandois, 1028년/1032년 6월 20일 ~ 1080년 2월 23일) 또는 헤르베르트 5세(Herbert V of Vermandois)는 카롤링거 왕조의 분가인 헤르베르터 왕조 출신 베르망두아 백작, 블루아 백작이었다. 또한 그는 1077년부터는 발루아백작이었다. 종증조부 헤르베르트 장로공을 산입한다면 헤르베르트 5세(Herbert V of Vermandois)로 보기도 한다.
정신질환을 앓던 아들 외드 1세의 상속권을 박탈했지만, 아들 외드 1세는 그가 죽자 바로 영지를 상속하였다.

## 생애
1028년 또는 1032년에 태어났으며 백작 오토 1세(Otto I) 또는 외드(Eudes, Odo)와 파비아(또는 파티아)의 아들이었다. 카롤루스 대제의 아들 피피노 카를로만의 후손으로, 베른하르트 1세의 서자 상리스백작 피핀 2세의 6대손이다.
1045년 5월 25일 아버지 오토 1세의 죽음으로 그 뒤를 이어 베르망두아백작직과 블루아백작직을 계승했다. 그쯤부터 그는 프랑스 국왕 필리프 1세에게 헌신적으로 봉사하였다.
첫 부인 게르트루데(Gertrude)에게서는 자녀가 없었다. 1060년 그는 발루아 백작이자 비투리(Vitry), 벡상(Vexin), 아미앵(Amiens)의 백작이자 크레피(Crépy)의 영주인 발루아의 랄프 4세 혹은 발루아의 루돌프 4세(Ralph IV of Valois)의 딸 아델라 드 발루아(Adèle de Valois 1040 - 1077) 혹은 아델라 드 바르(Adélaïde de Bar), 또는 블루아의 앨리스와 재혼, 외드 1세와 아델라이드 드 베르망두아를 두었다.
발루아의 랄프 4세가 1074년 사망하자 발루아의 랄프 4세의 상속 재산은 아델라의 친정오라비 시몬에게 상속되었지만 시몬이 1077년 수도원에 들어가면서 헤르베르트는 발루아백작령과 일부 영지를 물려받았다. 그러나 랄프의 영지의 실소유권은 아내 아델라 드 발루아 혹은 아델라 드 바르에게 있었다.
그의 뒤는 아들 외드 1세가 계승했다. 아들 외드 1세는 정신질환이 있었고, 결국 그의 베르망두아백작직은 딸 아델라이드 드 베르망두아와 사위 위그에게 넘어갔다. 1077년 아버지 헤르베르트 4세는 아들 외드 1세의 상속권을 박탈당했지만, 헤르베르트의 사후 1080년 발루아의 아델라이드에 의해 자신의 외할아버지 발루아의 라울 3세와 외삼촌 벡상의 시몬의 영토 발루아백작령을 물려받았다.
1077년 처남 벡상의 시몬이 은퇴하고 수도원으로 들어가자, 그는 국왕 필리프 1세의 도움으로 그의 발루아백작직과 엘뵈프의 영지도 물려받았다. 그러나 페로네 영지는 받지 못했다. 1080년 2월 23일 사망했으며, 정확한 사망 원인과 사망지는 미상이다.
딸 아델라이드 드 베르망두아는 1078년 프랑스 왕 앙리 1세의 셋째 아들 위그 1세와 결혼했다. 그의 영지는 외드 1세가 적지 없이 사망하자, 후일 딸 아델라이드를 통해 위그 1세에게 상속되었다.

## 가족 관계
- 조부 : 헤르베르트 3세(Herbert III of Vermandois) 또는 4세
- 아버지 : 오토 1세(Otto I) 또는 외드(Eudes, Odo)
- 어머니 : 파비아(또는 파티아)
  - 형제 : 오도 1세(Odo I De Furneaux 또는 Eudes I, 1040 - 1086)
  - 형제 : 시몬(Simon,1076년경 이후 사망)
  - 형제 : 피터 드 베르망두아(Peter of Vermandois)
- 부인 : 게르트루데(Gertrude)
- 부인 : 아델라 드 발루아(Adèle de Valois 1040 - 1077) 혹은 아델라 드 바르(Adélaïde de Bar), 발루아의 랄프 4세 / 발루아의 루돌프 4세의 딸
  - 아들 : 오도 1세(Odo I 또는 Eudes I, 1085년 이후), 광인공(Insensé)
  - 며느리 : 헤드비가(Hadwige)
  - 딸 : 아델라이드(1062년 혹은 1064년, 1065년 ~ 1120년 혹은 1124년 11월 28일)), 베르망두아와 발루아의 여백작
  - 사위 : 위그 1세(1057년 - 1101년 10월 18일)
  - 사위 : 클레르몽의 레이너드 2세(Rainald II, 1075년 ~ 1152년/1162년)), 클레르몽백작, 아델라이드의 두번째 남편
  - 딸 : 베아트릭스(Béatrice de Vermandois, 1091년 사망)
  - 아들 : 게르하르트(Gerardus de Vermandois)

## 참고 자료
- Christian Settipani, La Préhistoire des Capétiens (Nouvelle histoire généalogique de l'auguste maison de France, vol. 1), Villeneuve d'Ascq, éd. Patrick van Kerrebrouck, 1993, 545 p. (ISBN 978-2-95015-093-6)
- Medieval Lands Project on Herbert IV, Count of Vermandois

| 전임 오토 1세 | 베르망두아 백작 1045년 - 1080년 | 후임 오도 1세 |

| 전임 오토 1세 | 블루아 백작 1045년 - 1080년 | 후임 오도 1세 |

| 전임 벡상의 시몬 | 발루아 백작 1077년 - 1080년 | 후임 오도 1세 |

| 전임 벡상의 시몬 | 엘뵈프의 영주 1077년 - 1080년 | 후임 오도 1세 |